# هاشت (آلمان)
هاشت (به آلمانی: Haste) یک شهر در آلمان است که در شاومبورگ واقع شده‌است. هاشت ۲٬۶۷۱ نفر جمعیت دارد.